# Hoedown Throwdown
»Hoedown Throwdown« je pesem, s katero je nastopila ameriška glasbenica Miley Cyrus in ki ima elemente country, dance, pop in rap glasbe. Izšel je kot promocijski singl za soundtrack filma Hannah Montana: Film. Pesem »Hoedown Throwdown« je 13. februarja 2009 izšla preko radija Radio Disney ter 10. marca 2009 preko trgovine iTunes Store kot ekskluzivni dodatek za intervju na radiju Radio Disney. Karaoke verzija pesmi je na voljo na karaoke seriji sountracka za film. Pesem »Hoedown Throwdown« je pesem za učenje plesa s country, pop, hip-hop in R&B glasbenimi vplivi ter plesnimi koraki. Koreografijo je sestavil Jamal Sims, vključuje pa ples v vrsti.
Pesem je prejela mešane ocene s strani glasbenih kritikov, vendar je uživala v velikem komercialnem uspehu ter se uvrstila med prvih dvajset pesmi na glasbenih lestvicah v mnogih državah, vključno z Avstralijo, Kanado, Irsko, Norveško, Združenim kraljestvom in Združenimi državami Amerike. Pesem »Hoedown Throwdown« se je najvišje uvrstila na lestvici Irish Singles Chart, kjer je dosegla deseto mesto. Za singl niso posneli videospota, vendar so med promocijo uporabili odlomek iz filma Hannah Montana. Miley Cyrus je pesem »Hoedown Throwdown« vključila v svojo prvo samostojno svetovno turnejo, imenovano Wonder World Tour.

## Ozadje

### Trženje
Pesem »Hoedown Throwdown« je bila napisana za glasbeni film Hannah Montana iz leta 2009, v katerem je Miley Cyrus igrala slavno pop zveznico, ki odpotuje k svoji družini na jug države, da bi se ponovno povezala s svojimi družinskimi člani. Režiser filma, Peter Chelsom, je menil, da film potrebuje plesno točko, podobno pesmi »Macarena« (1995) ali »Funky Chicken« (petdeseta). Peter Chelsom je vedel, da si želi pesem prikazala »realne, neumesne fizične sposobnosti« Miley Cyrus, zaradi česar so morali »veliko stvari opustili«. Poleg tega je Peter Chelsom želel, da bi pesem predstavljala oba svetova Miley Stewart, lika Miley Cyrus v filmu, s čimer naj bi postala tudi temska pesem filma in ki naj bi »združevala hip-hop/pop stil losangeleške Miley Stewart z njenimi country koreninami«.
Ker je pesem namenjena učenju plesa, je bilo potrebno sodelovanje med Petrom Chelsomom, koreografom Jamalom Simsom, Miley Cyrus in tekstopiscema Adamom Andersom ter Nikki Hasman. Po tem, kar je povedal Peter Chelsom, so ti, ki so delali na pesmi, veliko premišljevali o naslovu, ki se je »zelo dolgo« glasil »The Project« (»Projekt«), preden so pesem preimenovali v »Hoedown Throwdown«. Pred tem so pesem imenovali tudi »Miley's Macarena« (»Mileyjina makarena«).

### Besedilo in glasba
Pesem »Hoedown Throwdown« združuje zvoke in plesnih gibov iz country, pop, R&B, in hip-hop glasbe. Pesem »Hoedown Throwdown« je napisana v E-duru, vokali Miley Cyrus pa se v pesmi raztezajo čez dve oktavi, od B3 do F5. Pesem se začne z inštrukcijami, v katerih Miley Cyrus štirikrat ponovi: »Boom Boom clap, boom di-clap di-clap.« Ta del je opisan kot pesem. Allmusic je ta del opisal kot dokaz, da se Miley Stewart »želi ponovno povezati s svojo družino.« Miley Cyrus je dejala, da je pesem »Hoedown Throwdown« ena izmed pesmi na sountracku, ki izrazijo »ves smisel« njenih Nashvilleskih korenin in »razlog za to, da sem to, kar sem.«

## Ples
Na ples, ki ga plešejo v filmu ob izvajanju pesmi »Hoedown Throwdown«, je zelo vplival hip-hop. Posnetek, v katerem se prikaže Miley Cyrus in koreograf za pesmi iz filma Hannah Montana, Jamal Simms, naslovljen kot »How to Do the Hoedown Throwdown« (»Kako plesati na Hoedown Throwdown«), se je na Disney Channelu prvič predvajal 20. februarja 2009. Posnetek prikazuje Miley Cyrus in Jamala Simmsa z mnogimi plesalci iz ozadja, v rožnati sobi med vajo. Med posnetkom Cyrusova in Simms prikažeta in razložita vsak plesni korak posebej. Ob koncu posnetka Miley Cyrus in Jamal Simms postavita skupaj vse korake za tekmovanje, imenovano »Hoedown Throwdown Showdown«.
Miley Cyrus je razložila, da je ples »semi-koordiniran«. Ann Donahue iz revije Billboard pravi, da je odkrila, »kako natančno se legija Cyrusove prednajstniških ženskih oboževalk uči plesa: YouTube na ekranu, telefon ob ušesu, nekdo na telefonu, ki jim daje navodila in jih med smehom občasno spodbuja.« Ples je primerjala tudi s koreografijo za pesem Billyja Rayja Cyrusa, »Achy Breaky Heart«. Kot so poročali novinarji MTV News, je pesem »Hoedown Throwdown« povzročila to, da je velika večina mlajšega občinstva »skakala gor in dol ob country refrenu«. V intervjuju z Just Jarredom je Miley Cyrus dejala:
Na mojih prireditvah vidim toliko različnih otrok, ki mi rečejo: »Oh, ja, zdaj pa poznam ples za 'Hoedown Throwdown'« in res je super, da lahko plešem ob pesmi. Mislim, da bi bilo enkratno, če bi na pesem plesali v kinematografih.

## Kritični sprejem
Pesem je prejela mešane ocene s strani glasbenih kritikov. Warren Truitt iz spletne strani About.com je napisal, da je pesem Miley Cyrus »edini napačni korak« na sountracku za film Hannah Montana, saj je »čudaška« mešanica country glasbe in hip-hopa, »ki zveni kot nekaj, za kar se je Disney potrudil maaalo bolj,« da bi zmešali vse žanre. Heather Phares iz spletne strani Allmusic je napisala, da je pesem izjema med mnogimi običajnimi trdimi in naravnimi pesmimi. Heather Phares je dodala, da je pesem »Hoedown Throwdown« »jezična« in »je bolj podobna parodiji na zabavo doma, kot pa sledenju njihovim koreninam.« Novinar revije The Baltimore Sun, Chris Kahltenblach, je napisal, da se pesem »ujema z zgodbo, kolikor zakon to dopušča«. Wesley Morris iz revije The Boston Globe je pesem »Hoedown Throwdown« pohvalil, saj naj bi bila »epska pesem za ples«. Leah Greenblatt iz revije Entertainment Weekly je pesem opisala kot »neke vrste jezični Hee Haw«. Kakorkoli že, Owen Gleiberman, tudi novinar za revijo Entertainment Weekly, je Miley Cyrus označil za »poklicno šarmerko« in ugotovil, da »se ji je težko upreti, ko pleše ples z domačega kraja, kombiniran s hip-hopom.« Novinar za revijo The Hollywood Reporter, Michael Rechtshaffen, je napisal, da je pesem »zgrešen poskus združitve sodobne Hannah Montana s hip-hop Grand Ole Opryjem« in »ravno obratna od indukcije«. Med tem je Mary McNamara, ki piše za revijo Los Angeles Times, pesem »Hoedown Throwdown« označila za eno izmed »utripov navdiha« iz filma Hannah Montana in Lael Lowenstein, novinarka za revijo Variety, je pesem označila za delo, ki je kot »prijetno [...] grajeno, prisluškovanje, plesna verzija domačih plesov.« Pesem je bila ena izmed pesmi, ki bi lahko dobile nominacijo za nagrado oskar v kategoriji za »najboljšo originalno pesem« na 82. podelitvi oskarjev.

## Dosežki na lestvicah
Zaradi digitalnih prodaj se je pesem uvrstila na oseminšestdeseto mesto glasbene lestvice Billboard Hot 100 ob koncu tedna 21. marca leta 2009. Pesem je nato dosegla šestinštirideseto in kasneje osemindvajseto mesto na lestvici. Ob koncu tedna 2. maja tistega leta je pesem »Hoedown Throwdown« zasedla osemnajsto mesto na lestvici Billboard Hot 100, zaradi dobre digitalne prodaje pa je v istem tednu zasedla še osmo mesto na lestvici Hot Digital Songs. Pesem je zasedla tudi devetindvajseto mesto na zdaj že ukinjeni Billboardovi lestvici, imenovani Pop 100. V Kanadi je pesem na lestvici dosegla petnajsto mesto. Na lestvici Australian Singles Chart se je pesem najprej uvrstila na štirideseto mesto, po treh tednih pa je dosegla dvajseto mesto. Kasneje je v tisti državi pesem prejela zlato certifikacijo. Pesem »Hoedown Throwdown« se je uvrstila na štirideseto mesto na lestvici New Zealand Singles Chart.
V Združenem kraljestvu se je pesem najprej uvrstila na dvainšestdeseto mesto ob koncu tedna 18. marca leta 2009. Nazadnje je ob koncu tedna 16. maja 2009 na lestvici osemnajsto mesto. Pesem je najvišji rezultat na lestvici dosegla na lestvici na Irskem. Na lestvici Irish Singles Chart se je prvič pojavila 7. maja leta 2009, ko je dosegla deseto mesto, kar je tudi njeno najvišje mesto. V srednji Evropi je pesem »Hoedown Throwdown« na lestvici European Hot 100 zasedla petdeseto in na lestvici Norwegian Singles Chart sedemnajsto mesto. Pesem se je uvrstila tudi na lestvice v Avstriji, Nemčiji in Švici.

## Videospot
Videospot pesmi, ki ga je režiral Peter Chelsom, je pravzaprav odlomek iz filma Hannah Montana, ki se je prvič predvajal 16. februarja leta 2009 na kanalu Disney Channel.
Posnetek se prične s črnim ozadjem in modrimi črkami, ki oblikujejo napis »boom«. Kasneje se pojavijo še druge črke, ki oblikujejo napis »boom, clap, boom dee clap«. Nato predvajajo kratko montažo Hannah Montana in Miley Stewart. Nato se prikaže glavna tema videa. Nato se prikaže Miley Cyrus v baru, oblečena v vzorčasto bluzo, kavbojsko krilo in škornje, na vrhu odra. Nato se znova pojavijo modre črke, ki oblikujejo besedilo in zatem spet Miley Cyrus, ki poskuša gledalce naučiti plesa. Potem, ko se občinstvo nauči plesa, se prikažejo Mitchel Musso, Moises Arias, Vanessa Williams, Tyra Banks, Jason Earles in Emily Osment med plesom na pesem »Hoedown Throwdown«. Ko se pojavi naslednja scena z Miley Cyrus, slednja na odru nastopa z občinstvom. V zaključku Miley Cyrus zapoje zaključek pesmi in občinstvo ji nazadnje zaploska.

## Nastopi v živo
Miley Cyrus ni nikoli pela pesmi »Hoedown Throwdown« v živo med televizijskimi dogodki, vendar je pogosto plesala, med tem ko je bila pesem izvedena na playback. 3. aprila leta 2009 je Miley Cyrus s pesmijo »Hoedown Throwdown« nastopila v oddaji Tonight with Jay Leno. Miley Cyrus je 8. aprila tistega leta plesala na pesem v oddaji Good Morning America, kjer je nastopila tudi s pesmimi »Butterfly Fly Away«, »Full Circle« in »The Climb«. 10. aprila leta 2009 je Miley Cyrus na pesem plesala v oddaji The Tyra Banks Show.
Po izvedbi pesmi »Let's Get Crazy« (izvedla jo je kot ona sama) in pred izvedbo pesmi »These Four Walls«, je Miley Cyrus nastopila s pesmijo »Hoedown Throwdown« na svoji prvi svetovni turneji, Wonder World Tour. Za nastop se je Miley Cyrus oblekla v kostum, podoben baletni obleki in nastopila tudi s plesom. Med pesmijo se na ekranu pojavi will.i.am in čestita Miley Cyrus ter nadaljuje z govorjenjem, ko slednja konča z nastopom, plesalci pa plešejo na remix pesmi »Boom Boom Pow« glasbene skupine Black Eyed Peas, katere član je tudi will.i.am.

## Dosežki
| Lestvica (2009)           | Dosežki |
| ------------------------- | ------- |
| Australian Singles Chart  | 20      |
| Austrian Singles Chart    | 41      |
| Canadian Hot 100          | 15      |
| European Hot 100          | 50      |
| German Singles Chart      | 66      |
| Irish Singles Chart       | 10      |
| New Zealand Singles Chart | 40      |
| Norwegian Singles Chart   | 17      |
| Swiss Singles Chart       | 87      |
| UK Singles Chart          | 18      |
| U.S. Billboard Hot 100    | 18      |
| U.S. Pop 100              | 29      |